# 줄리우 치토우
줄리우 치토우(브라질 포르투갈어: Júlio Titow) (1952년 11월 4일~)는 브라질 포르투알레그리 출신의 은퇴한 축구선수이다. 유라(Yura)라는 이름으로도 알려져 있다. 그는 그레나우 역사상 가장 빠른 골을 넣은 적이 있는데, 1977년 8월 14일에 열린 경기에서 전반전 14초만에 골을 기록하였다.
유라는 그레미우에서 1971년부터 1980년까지 축구 선수로 활동하다 대퇴골에 부상을 입어 27세에 은퇴했다.